# Абрамашвили, Ясон
Ясон Абрамашвили (груз. იასონ აბრამაშვილი, род.  26 апреля 1988 года, Бакуриани)  —  грузинский горнолыжник. Участник четырёх зимних Олимпийских игр (2006, 2010, 2014, 2018). Чемпион Грузии.
В Турине Абрамашвили  был 29-м в гигантском слаломе и 32-м в обычном. Спустя четыре года в Ванкувере он выступал лишь в слаломе-гиганте, где занял  46-е место. На сочинских Играх 2014 года Ясон Абрамашвили стал 22-м в слаломе. В Пхёнчхане Ясон не смог улучшить своего достижения. В соревнованиях по гигантскому слалому  грузинский спортсмен сошёл с дистанции в первой попытке и  занял 72-е итоговое место. В слаломе же он стал 28-м, уступив 8,7 секунды победителю — Андре Мюреру из Швеции.
В 2010 году Ясон был знаменосцем грузинской делегации на Играх. 
В январе 2018 года в Загребе на международном турнире   под эгидой FIS занял 2-е место, уступив лишь греку Иоаннису Антониу.
Ясон свободно говорит на трёх языках — грузинском, английском и русском. Живёт и тренируется в австрийской долине Циллерталь.